# Kovács István (ügyvéd)
Kovács István (Kecskemét, 1849. január 16. – Kecskemét, 1907. december 10.) ügyvéd.

## Élete
Kovács István és L. Szabó Julianna iparosok fia. Középfokú és jogi tanulmányait szülővárosában végezte; az ügyvédi és birói államvizsga letétele után adótisztté nevezték ki; azonban betegeskedése miatt a hivatali állást az ügyvédivel cserélte föl és 1884-től a kecskeméti ipartestület ügyésze; a függetlenségi antiszemita párt elnöke volt. 1885-től az református egyház tanácsosának, majd jegyzőjének választották; több ízben Kecskemét törvényhatóságának tagja, elnöke volt a Polgári Körnak. Több körnek és iparos egyletnek ügyvédjeként dolgozott.
Cikkei a Jogban (1889-90., 1895.), a Kecskemétben, a Pestmegyei Hirlapban és a Szentesi Lapban. 